# سينستيكيبتم (كولومبيا البريطانية)
سينستيكيبتم (بالإنجليزية: Tsinstikeptum 9)‏ هي مدينة كندية تقع في مقاطعة كولومبيا البريطانية. تبلغ مساحة هذه المدينة 6.8295 (كم²)، ويبلغ عدد سكانها 5171 نسمة حسب إحصاء سنة 2006 م، بينما كان يسكنها 5022 نسمة في سنة 2001 م. تحتل هذه المدينة المرتبة رقم 673 بين مدن كندا حسب عدد السكان والمرتبة رقم 88 في المقاطعة. نما عدد السكان في هذه المدينة بنسبة (3) بين العامين المذكورين.

## وصلات خارجية
- الأطلس الحكومي لكندا
- إحصاءات كندا مع ساعة تعداد السكان